# Douglas Hurd
Pour les articles homonymes, voir Hurd.
Douglas Richard Hurd, né le 8 mars 1930 à Marlborough, baron Hurd de Westwell, est un homme politique, diplomate et écrivain britannique membre du Parti conservateur.

## Biographie
Douglas Hurd est secrétaire d'État pour l'Irlande du Nord de 1984 à 1985, secrétaire d'État à l'Intérieur entre 1985 et 1989 et Secrétaire d'État des Affaires étrangères et du Commonwealth de 1989 à 1995 dans les cabinets de Margaret Thatcher et John Major. En 1990, il est l’un des candidats à la succession de Thatcher, mais son retrait en faveur de Major lui permet de rester aux Affaires étrangères dans le nouveau cabinet.
Il est député de 1974 à 1997, d’abord pour la circonscription de Mid Oxfordshire, puis pour celle de Witney. Après son départ des Communes, il est fait pair à vie avec le titre de « baron Hurd de Westwell, de Westwell dans le comté d’Oxfordshire ».
Il est également connu pour avoir publié plusieurs thrillers politiques parallèlement à sa carrière parlementaire ; son plus récent ouvrage, publié en juin 2007, est une biographie de Robert Peel.
En 1997, M. Hurd a été élevé à la Chambre des Lords et est l'un des plus anciens membres du Parti conservateur. Il est l'un des doyens du Parti conservateur. Il est l'un des patrons du Tory Reform Group. Il s'est retiré de la Chambre des Lords en 2016.

## Début de la vie
M. Hurd est né en 1930 dans le bourg de Marlborough, dans le Wiltshire. Son père Anthony Hurd (plus tard Lord Hurd) et son grand-père Sir Percy Hurd étaient également membres du Parlement. Douglas a fréquenté la Twyford School et l'Eton College, où il a été King's Scholar et a remporté la Newcastle Scholarship en 1947. Il a également été capitaine de l'école (head boy).

## Distinctions
- Membre de l'Ordre des compagnons d'honneur (CH - 1995)
- Commandeur de l'Ordre de l'Empire britannique (CBE)